# Diego Miranda Méndez
Luis Diego Miranda Méndez (Zapote, San José, 2 de enero de 1990) es un historiador y político costarricense. Fue regidor municipal de San José, entre 2016 y 2024 y posteriormente asumió como alcalde de San José a partir del 1 de mayo de 2024.

## Trayectoria
Nació en el distrito de Zapote, en el cantón central de San José, el 2 de enero de 1990. Cursó estudios universitarios en Historia en la Universidad de Costa Rica, en donde fue presidente de la asociación de estudiantes y miembro del movimiento estudiantil. Actualmente  está realizando estudios en la Maestría en Políticas Anticorrupción, de la Universidad de Salamanca, España.
Diego Miranda, llegó al Concejo Municipal de San José en 2016, siendo el regidor más joven del país con 26 años, y fue reelegido en el año 2020 a través de la Coalición Juntos San José, elección en la cual fue también candidato a la alcaldía josefina. Durante sus dos periodos como regidor de San José, se caracterizó por ser oposición y realizar control político al anterior alcalde Johnny Araya Monge.
En este tiempo, estuvo al frente de las denuncias por fiestas realizadas con fondos públicos en el Concejo Municipal, un mal manejo de los recursos del Comité Cantonal de Deportes, la venta de diarios con sellos de la Comisión Nacional de Emergencias en una cadena de supermercados, nombramientos irregulares en el municipio josefino, fue testigo en la investigación por el Caso Diamante, entre otras denuncias.
En 2023 anunció su candidatura a la Alcaldía de San José por el partido cantonal Juntos por San José. Elección en la que triunfó el 4 de febrero de 2024 con un 24.36% de los votos.
| Predecesor: Johnny Araya Monge 2016-2024 | Alcalde de San José 2024- | Sucesor: En el cargo |